# Witkar

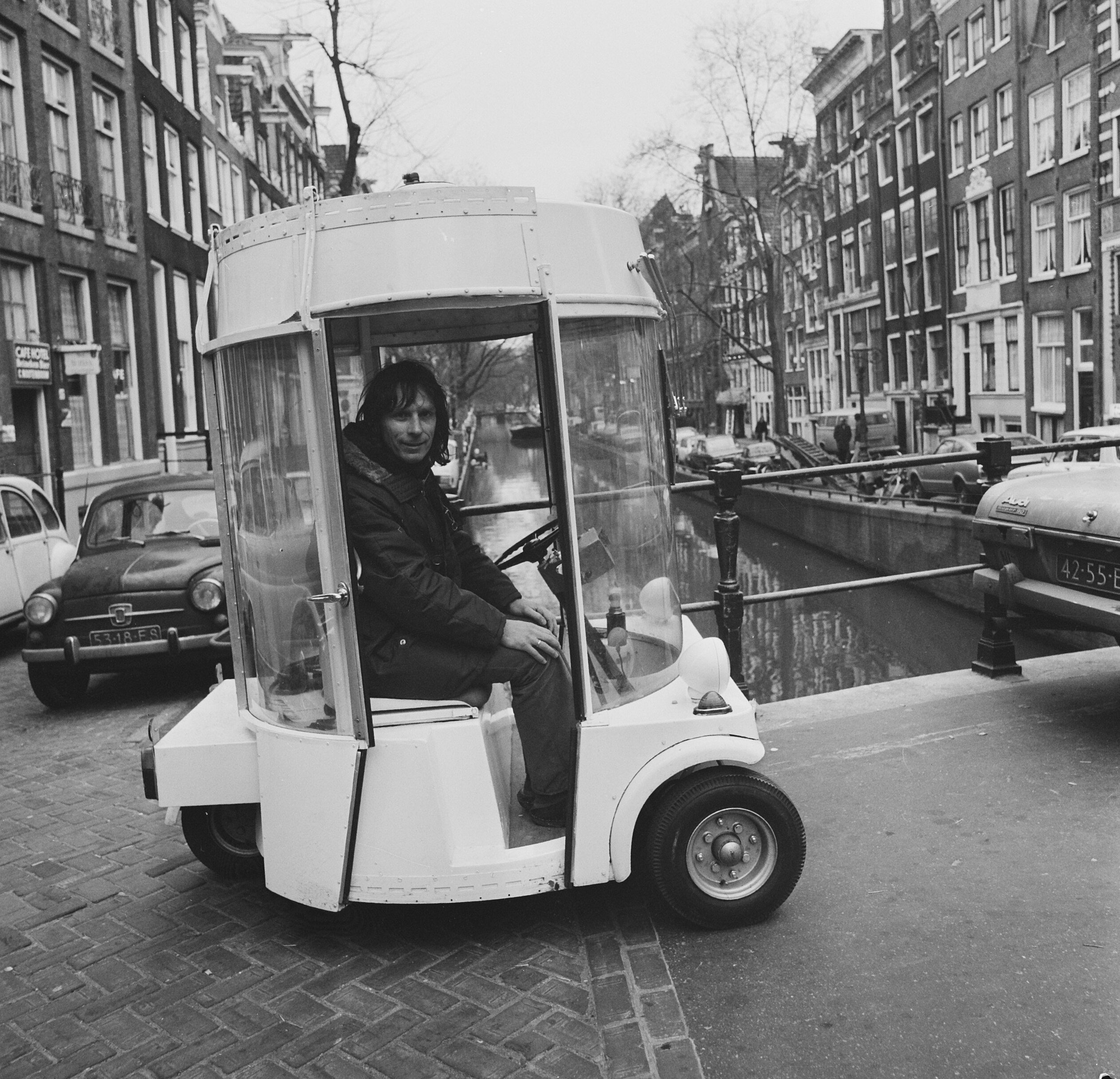
Bedenker en ontwerper Luud Schimmelpennink in de Witkar; 19 februari 1974.

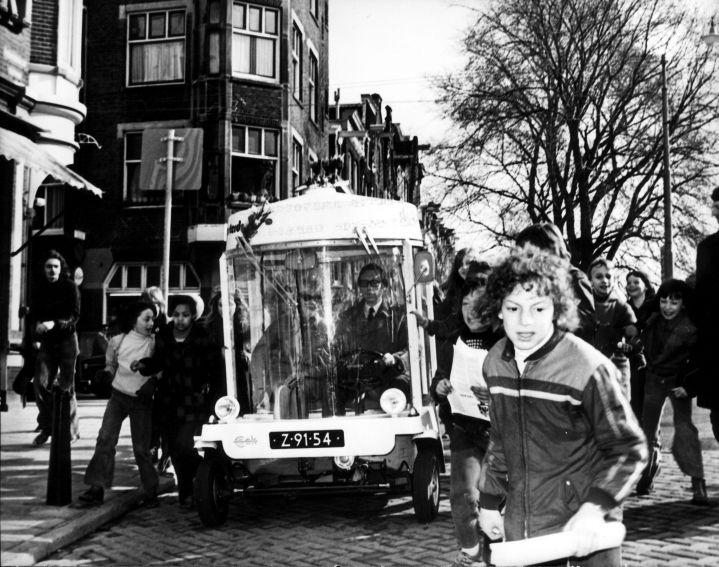
Verkeersminister Irene Vorrink en wethouder Brautigam maken de eerste rit in een witkar, over de Prinsengracht in Amsterdam, 21 maart 1974.

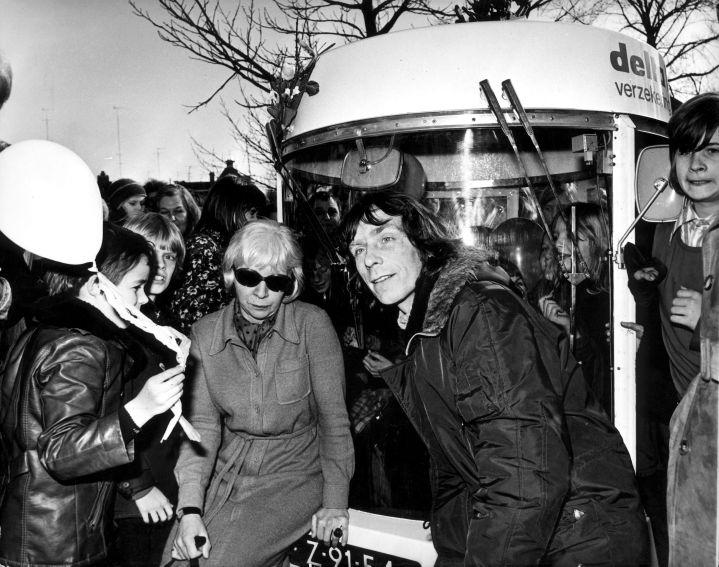
Irene Vorrink en Luud Schimmelpennink bij de opening van het eerste Witkarstation op het Amstelveld in Amsterdam, 21 maart 1974.

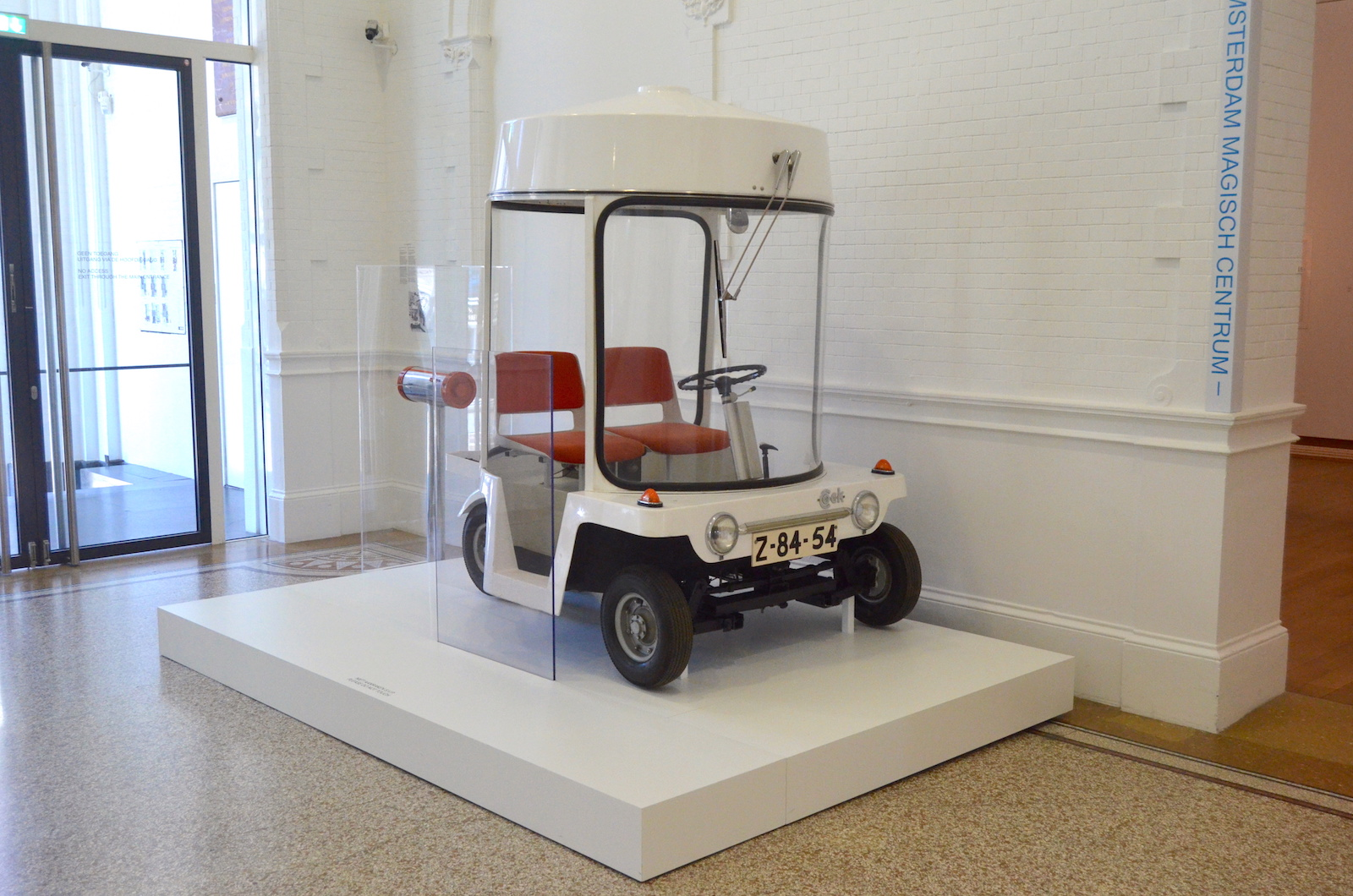
Witkar geëxposeerd in het Stedelijk Museum; 2018.

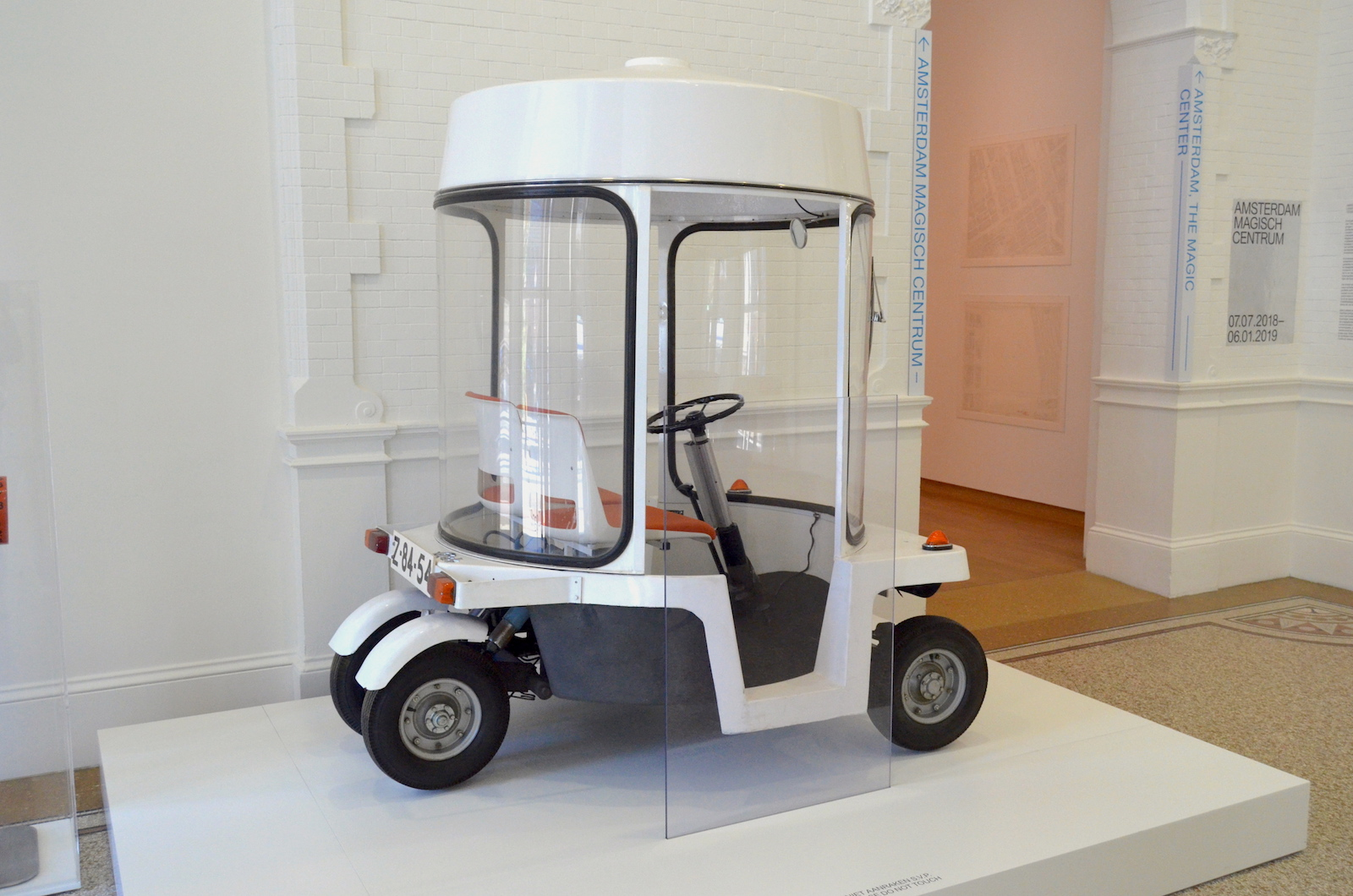
Witkar geëxposeerd in het Stedelijk Museum; 2018.

De witkar is een tweepersoons driewielig elektrisch voertuig, ontworpen door de Amsterdamse provo Luud Schimmelpennink, en bedoeld als collectief vervoermiddel in de Amsterdamse binnenstad.

## Geschiedenis

### Totstandkoming
Schimmelpennink werd in 1967 lid van de Amsterdamse gemeenteraad. Hij stelde toen voor in Amsterdam 2000 collectieve fietsen beschikbaar te stellen, om het autoverkeer en de daarmee gepaard gaande luchtverontreiniging en parkeerproblemen terug te dringen. Nadat dit wittefietsenplan was afgewezen kwam Schimmelpennink met het Witkarplan, waarin een door hem ontwikkeld collectief motorvoertuig centraal stond. De witkar of "Elektriese Munt-Oto" was een cilindervormig voertuig op drie wielen, dat werd aangedreven door een 24 volt elektromotor van 2000 watt. Het leeggewicht bedroeg 452 kilogram, de topsnelheid bedroeg 30 kilometer per uur en de actieradius op een volle acculading was 15 kilometer. Wie een witkar wilde gebruiken, moest lid worden van een vereniging en kon vervolgens voor een gulden per 5 kilometer een witkar lenen bij een van de vijf stations in de binnenstad. Een rit diende ook weer op zo'n station te eindigen, waarna de accu's van de witkar binnen zeven minuten konden worden opgeladen.

### Ingebruikname
Op 24 mei 1968 maakte het prototype van de witkar zijn eerste rit. Schimmelpennink bestuurde de auto, met collega-raadslid Wim Keja (VVD) als bijrijder. Voor het rijden met dit wettelijk niet geregelde voertuig was wel een speciale ontheffing nodig. Toen dat problematisch bleek, besloot Schimmelpenninck het voertuig zodanig aan te passen dat er een rijbewijs voor nodig was. In 1972 werd de Coöperatieve Vereniging Witkar opgericht die twee witkarren en een laadstation exploiteerde. Voorzitter was de latere burgemeester Ed van Thijn. Op zaterdag 19 mei 1973 hield deze vereniging een witkarfestijn aan het Spui. Op deze dag hoopten ze het duizendste lid te begroeten. De Athenaeum Boekhandel had een etalage aan het karretje gewijd en er traden twee popgroepen op: de Amsterdamse band "Space 7" en "Slumberland Bluesband". Tevens waren er voorstellingen met een Israëlisch poppenspel.
Op 21 maart 1974 opende Irene Vorrink, op dat moment minister van Volksgezondheid en Milieuhygiëne, het eerste witkarstation, aan het Amstelveld. Vanaf dat jaar was het systeem in gebruik met 25 voertuigen en vier, later vijf, stations (Amstelveld, Elandsgracht, Nieuwmarkt, Oude Brugsteeg, Spui). Een levenslang lidmaatschap kostte 25 gulden, voor de sleutel moest jaarlijks 20 gulden worden betaald en de ritprijs bedroeg een dubbeltje per minuut. Op termijn zou de betaling worden gewijzigd naar een geautomatiseerd systeem via de sleutel (magnetisch). Op het station werd de sleutel gelezen: een Witkar werd toegewezen, op moment van verlaten station werd de tijd geregistreerd. Bij inrijden op een station werd de tijd opnieuw geregistreerd waarna de gebruikstijd vastlag. Via automatische incasso bij de toenmalige Gemeente Giro van Amsterdam werden dan de kosten betaald.

### Teloorgang
Op 27 oktober 1986 besloot de vereniging zichzelf op te heffen omdat de doelstelling - 25 stations en 125 voertuigen - niet haalbaar was gebleken. De initiatiefnemers weten het gebrek aan succes voornamelijk aan tegenwerking van de gemeente Amsterdam, die moeilijk zou doen over vergunningen. Drie dagen later werden de witkarren van de straat gehaald. In 1988 werd het project definitief opgeheven. Op 14 januari 1988 werd de allerlaatste witkar van de straat gehaald.
Van de witkar zijn in totaal 38 exemplaren gebouwd: een prototype; 2 exemplaren voor gebruik in 1972; een serie van 10 stuks, met wielen van 40 cm, vervaardigd door Transportmiddelenfabriek Cock N.V. te Assen; een tweede serie van 25 stuks met grotere wielen, vervaardigd door Spijkstaal in Spijkenisse. De bovenbouw van alle exemplaren werd vervaardigd door Vaalburg Carrosseriebouw te Nieuw-Vennep. Anno 2008 beschikken enkele musea en particulieren nog over een exemplaar, waaronder het Amsterdam Museum en Nationaal Bus Museum.

### Herintrede
In oktober 2009 kwam Schimmelpennink weer naar buiten met plannen voor de witkar. Op 23 november werd voor het eerst in ruim 20 jaar weer een vergadering van de Coöperatieve Vereniging Witkar gehouden. Hierin werden plannen bekendgemaakt voor een herleving van het mobiel. Aansluiting wordt gezocht bij het Copenhagen City plan en diverse sponsors.

## Buitenland
In de Zwitserse stad Martigny begon in december 1998 een proef met de CityCar, een vergelijkbaar systeem. Op 31 mei 2001 werd de proef beëindigd. Ook in Singapore is een proef gehouden met een witkarachtig vervoermiddel. In Parijs reed van 2011 tot 2018 de Autolib', een elektrische auto met een verhuursysteem dat vergelijkbaar was met dat van de Vélib'.